# ریکا تاچیبانا
ریکا تاچیبانا (انگلیسی: Rika Tachibana; ۲۷ فوریهٔ ۱۹۸۷ – ) صداپیشه، و شخصیت‌های تلویزیونی در ژاپن اهل ژاپن بود. وی از سال ۲۰۱۵ میلادی تاکنون مشغول فعالیت بوده‌است.